# Deadlock (videojuego)
Deadlock es un próximo videojuego de acción desarrollado y publicado por Valve para Windows. Combina los géneros de shooter de héroes y MOBA.
Deadlock ha estado en pruebas desde 2023, y los jugadores con acceso pueden invitar a sus amigos. Hasta agosto de 2024, había alcanzado una cifra de jugadores concurrentes de casi 90,000. Desde mayo de 2024, se han producido numerosas filtraciones, y un periodista fue expulsado del servicio de emparejamiento después de escribir una vista previa para el sitio de tecnología The Verge. Valve presentó oficialmente el juego en agosto de 2024.